# Joanna Łochowska
Joanna Łochowska, née le 17 novembre 1988 à Zielona Góra, est une haltérophile polonaise.

## Palmarès

### Jeux olympiques
- 2012 à Londres
  - 12e en moins de 53 kg.

### Championnats d'Europe
- 2018 à Bucarest
  -  Médaille d'or en moins de 53 kg.
- 2017 à Split
  -  Médaille d'or en moins de 53 kg.
- 2016 à Førde
  -  Médaille de bronze en moins de 58 kg.